# Elecciones municipales de Tambopata de 2002
Las elecciones municipales de Tambopata de 2002 se llevaron a cabo el 17 de noviembre de 2002 para elegir al alcalde y al Concejo Provincial de Tambopata para el periodo 2003-2006. La elección se celebró simultáneamente con elecciones regionales y municipales (provinciales y distritales) en todo el Perú.

## Sistema electoral
La Municipalidad Provincial de Tambopata es el órgano administrativo y de gobierno de la provincia de Tambopata. Está compuesta por el alcalde y el Concejo Provincial.
La votación del alcalde y el concejo se realiza en base al sufragio universal, que comprende a todos los ciudadanos nacionales mayores de dieciocho años, empadronados y residentes en la provincia de Tambopata y en pleno goce de sus derechos políticos, así como a los ciudadanos no nacionales residentes y empadronados en la provincia de Tambopata.
El Concejo Provincial de Tambopata está compuesto por 9 regidores elegidos por sufragio directo para un período de cuatro (4) años, en forma conjunta con la elección del alcalde (quien lo preside). La votación es por lista cerrada y bloqueada. Se asigna a la lista ganadora los escaños según el método d'Hondt o la mitad más uno, lo que más le favorezca.

## Composición del Concejo Provincial de Tambopata
La siguiente tabla muestra la composición del Concejo Provincial de Tambopata antes de las elecciones.
| Partidos | Partidos                                    | Regidores |
| -------- | ------------------------------------------- | --------- |
|          | Movimiento Independiente Vamos Vecino       | 6         |
|          | Lista Independiente Todos por Madre de Dios | 2         |
|          | Lista Independiente Frente Popular          | 1         |

## Partidos y candidatos
A continuación se muestra una lista de los principales partidos y alianzas electorales que participaron en las elecciones:
| Candidatura | Candidatura      | Partidos y alianzas | Candidatos | Candidatos                   | Ideología                                               | Resultado previo | Resultado previo | Ref. |
| Candidatura | Candidatura      | Partidos y alianzas | Candidatos | Candidatos                   | Ideología                                               | Votos (%)        | Reg.             | Ref. |
| ----------- | ---------------- | --- | ---------- | ---------------------------- | ------------------------------------------------------- | ---------------- | ---------------- | ---- |
|             | APRA             | Lista - Partido Aprista Peruano (APRA) |            | Zenon Almanza Mendoza        | Aprismo                                                 | 3.89%            | 0                |      |
|             | AP               | Lista - Acción Popular (AP) |            | Manuel Alpaca Ruiz           | Humanismo Nacionalismo cívico Reformismo                | Nuevo            | Nuevo            |      |
|             | PP               | Lista - Perú Posible (PP) |            | José Vinelli Vega            | Socioliberalismo Democracia liberal Tercera vía         | Nuevo            | Nuevo            |      |
|             | UN               | Lista - Unidad Nacional (UN) – Partido Popular Cristiano (PPC) – Solidaridad Nacional (SN) – Renovación Nacional (RN) – Cambio Radical (CR) |            | Jorge Aldazabal Soto         | Democracia cristiana Conservadurismo Neoliberalismo     | Nuevo            | Nuevo            |      |
|             | MNI              | Lista - Movimiento Nueva Izquierda (MNI) |            | Elizabeth Portocarrero Rosel | Marxismo-leninismo Mariateguismo Socialismo democrático | Nuevo            | Nuevo            |      |
|             | AMD              | Lista - Adelante Madre de Dios (AMD) |            | Ricardo Gahona Salas         | Regionalismo madrediosense                              | Nuevo            | Nuevo            |      |
|             | FRA              | Lista - Fuerza Regional Amazónica de Madre de Dios (FRA)                                                                                    |            | Marcia Tije Capi             | Regionalismo madrediosense                              | Nuevo            | Nuevo            |      |
|             | Patria Amazónica | Lista - Patria Amazónica 2002 (Patria Amazónica)                                                                                            |            | Carlos Salinas Lovon         | Regionalismo madrediosense                              | Nuevo            | Nuevo            |      |
|             | Selva Sur        | Lista - Selva Sur (Selva Sur) |            | Milton Mercado Apaza         | Regionalismo madrediosense                              | Nuevo            | Nuevo            |      |
|             | IND              | Lista - Lista Independiente N° 3 Movimiento Independiente Progreso Verde                                                                    |            | Aurelio Zavala Cancho        | Localismo tambopatino                                   | Nuevo            | Nuevo            |      |

## Resultados

### Sumario general
|                        |                                                                  |              |              |              |           |           |  |  |
| Partidos y coaliciones | Partidos y coaliciones                                           | Voto popular | Voto popular | Voto popular | Regidores | Regidores |  |  |
| Partidos y coaliciones | Partidos y coaliciones                                           | Votos        | %            | ±pp          | Total     | +/−       |  |  |
|                        | Lista Independiente N° 3 Movimiento Independiente Progreso Verde | 4,402        | 19.25        | n/a          | 6         | +6        |  |  |
|                        | Patria Amazónica 2002 (Patria Amazónica)                         | 3,438        | 15.03        | Nuevo        | 1         | +1        |  |  |
|                        | Movimiento Nueva Izquierda (MNI)                                 | 3,323        | 14.53        | Nuevo        | 1         | +1        |  |  |
|                        | Selva Sur (Selva Sur)                                            | 3,314        | 14.49        | Nuevo        | 1         | +1        |  |  |
|                        | Partido Aprista Peruano (APRA)                                   | 2,638        | 11.54        | +7.65        | 0         | ±0        |  |  |
|                        | Unidad Nacional (UN)                                             | 1,773        | 7.75         | Nuevo        | 0         | ±0        |  |  |
|                        | Acción Popular (AP)                                              | 1,234        | 5.40         | n/a          | 0         | ±0        |  |  |
|                        | Adelante Madre de Dios (AMD)                                     | 1,208        | 5.28         | Nuevo        | 0         | ±0        |  |  |
|                        | Fuerza Regional Amazónica de Madre de Dios (FRA)                 | 781          | 3.42         | Nuevo        | 0         | ±0        |  |  |
|                        | Perú Posible (PP)                                                | 758          | 3.31         | Nuevo        | 0         | ±0        |  |  |
|                        |                                                                  |              |              |              |           |           |  |  |
| Total                  | Total                                                            | 22,869       |              |              | 9         | ±0        |  |  |
|                        |                                                                  |              |              |              |           |           |  |  |
| Votos válidos          | Votos válidos                                                    | 22,869       | 89.66        | –4.73        |           |           |  |  |
| Votos en blanco        | Votos en blanco                                                  | 1,020        | 4.00         | +1.87        |           |           |  |  |
| Votos nulos            | Votos nulos                                                      | 1,618        | 6.34         | +2.87        |           |           |  |  |
| Votos emitidos         | Votos emitidos                                                   | 25,507       | 76.29        | +8.12        |           |           |  |  |
| Abstenciones           | Abstenciones                                                     | 7,929        | 23.71        | –8.12        |           |           |  |  |
| Votantes registrados   | Votantes registrados                                             | 33,436       |              |              |           |           |  |  |
|                        |                                                                  |              |              |              |           |           |  |  |
| Fuente:                |                                                                  |              |              |              |           |           |  |  |

## Elecciones municipales distritales

### Sumario general
|                      | Selva Sur (Selva Sur)                                            | 427   | 15.90 | Nuevo | 1 | +1 |  |  |
|                      | Movimiento Nueva Izquierda (MNI)                                 | 378   | 14.07 | Nuevo | 1 | +1 |  |  |
|                      | Adelante Madre de Dios (AMD)                                     | 285   | 10.61 | Nuevo | 0 | ±0 |  |  |
|                      | Lista Independiente N° 3 Movimiento Independiente Progreso Verde | 264   | 9.83  | n/a   | 0 | ±0 |  |  |
|                      | Fuerza Democrática (FD)                                          | 250   | 9.31  | Nuevo | 0 | ±0 |  |  |
|                      | Unidad Nacional (UN)                                             | 231   | 8.60  | Nuevo | 1 | +1 |  |  |
|                      | Perú Posible (PP)                                                | 197   | 7.33  | Nuevo | 0 | ±0 |  |  |
|                      | Fuerza Regional Amazónica de Madre de Dios (FRA)                 | 197   | 7.33  | Nuevo | 0 | ±0 |  |  |
|                      | Patria Amazónica 2002 (Patria Amazónica)                         | 177   | 6.59  | Nuevo | 0 | ±0 |  |  |
|                      | Acción Popular (AP)                                              | 147   | 5.47  |       | 0 | ±0 |  |  |
|                      | Partido Aprista Peruano (APRA)                                   | 133   | 4.95  |       | 0 | ±0 |  |  |
|                      |                                                                  |       |       |       |   |    |  |  |
| Total                | Total                                                            | 2,686 |       |       | 3 | ±0 |  |  |
|                      |                                                                  |       |       |       |   |    |  |  |
| Votos válidos        | Votos válidos                                                    | 2,686 | 77.97 |       |   |    |  |  |
| Votos en blanco      | Votos en blanco                                                  | 467   | 13.56 |       |   |    |  |  |
| Votos nulos          | Votos nulos                                                      | 292   | 8.48  |       |   |    |  |  |
| Votos emitidos       | Votos emitidos                                                   | 3,445 | 73.13 |       |   |    |  |  |
| Abstenciones         | Abstenciones                                                     | 1,266 | 26.87 |       |   |    |  |  |
| Votantes registrados | Votantes registrados                                             | 4,711 |       |       |   |    |  |  |
|                      |                                                                  |       |       |       |   |    |  |  |
| Fuente:              |                                                                  |       |       |       |   |    |  |  |

### Resultados por distrito
La siguiente tabla enumera el control de los distritos de la provincia de Tambopata. El cambio de mando de una organización política se resalta del color de ese partido.
| Distrito    | Alcalde(sa) titular     | Partido político | Partido político         | Alcalde(sa) electo(a)     | Partido político | Partido político           |
| ----------- | ----------------------- | ---------------- | ------------------------ | ------------------------- | ---------------- | -------------------------- |
| Inambari    | Nemesio Ccahuata Huamán |                  | Unidos por Madre de Dios | Manuel Castañeda Palomino |                  | Selva Sur                  |
| Laberinto   | Miguel Velarde Hurtado  |                  | Vamos Vecino             | Miguel Velarde Hurtado    |                  | Unidad Nacional            |
| Las Piedras | Carlos Moreno Fuller    |                  | Vamos Vecino             | Abraham Rojas Salas       |                  | Movimiento Nueva Izquierda |